# Fujiwara no Norimichi
Fujiwara no Norimichi (藤原教通, [[[996]]-1074] Erro: {{japonês}}: texto da transliteração contém caractere não latino (pos 16) (ajuda)) foi um membro da Corte no período Heian da história do Japão, quinto filho de Michinaga que se tornou Líder do Ramo Hokke do Clã Fujiwara em 13 de dezembro de 1064.

## Carreira
Em 1016 foi nomeado pelo Imperador Go-Ichijo para o cargo de Naidaijin.
Em 25 de setembro de 1021 foi nomeado Comandante da Guarda de Honra Imperial da Capital.
Em setembro de 1060 foi nomeado Udaijin pelo Imperador Go-Reizei.
Em 13 de dezembro de 1064 foi nomeado por Go-Reizei para o cargo de Daijō Daijin em substituição a seu irmão Yorimichi.
Em 1067, o ano em que sua filha se casou com Go-Reizei, assumiu o cargo de Kampaku (regente).
Norimichi, no entanto, perdeu o posto de Kampaku quando o Imperador Go-Sanjo , cuja mãe não era parente do Clã Fujiwara, assumiu o trono. A ideia principal de Go-Sanjo era poder governar sem a influência dos Fujiwara inclusive após se aposentar como Imperador, governou por pouco tempo, de 1068 a 1073 antes de abdicar em favor do seu filho Shirakawa, mas morreu pouco tempo depois. Isso contribuiu para o declínio posterior dos Fujiwara.
Mesmo assim Norimichi continuou com o posto de Daijō Daijin durante o reinado de Shirakawa até sua morte em 25 de setembro de 1075.